# スポイレロン
スポイレロン（英語: Spoileron）とは、飛行機の操縦に用いる動翼の一つである。
日本語ではスポイエロンやスポエロンとも呼ばれる。
スポイラー（spoiler）とエルロン（aileron）を組み合わせた造語であり、スポイラーを左右独立して作動させることで、エルロンと同様にローリングを制御する。テイルロンや通常のエルロンと同時併用で用いられることもある。

## 概要
通常のエルロン使用時に発生し得るアドバース・ヨーやエルロン・リバーサルの発生を抑えるために開発された。
エルロン・リバーサル対策には、「主翼後縁内舷にエルロンを設置する」「エルロンをフラップと兼用するフラッペロンにする」などの方法もあるが、これらは以下の問題を抱えていた。
- 主翼後縁内舷部にエルロンを置くと、後縁フラップが設置できなくなる（設置できたとしても範囲が狭くなる）ため、離着陸速度が高まりSTOL性能を損なう[注 3]。

- フラッペロンを設置したとしても、エルロンとしての機能を持たせるためには最大揚力係数が比較的低い単純フラップにしかできない[注 4]。

この他にも、主翼後縁部の全幅に渡って（スロッテッドフラップなどの高性能な）フラップを設置できるため、STOL性能の向上にも繋がる利点もある。
短所としては、ローリング時に下げる側の揚力をスポイルする形になるため、全体の揚力も下がってしまうことになる点が挙げられる。
特に可変翼機においては、以下の理由で通常型エルロンやフラッペロンの代わりにスポイエロンを設置することが多い（F-111アードバークやF-14トムキャット、トーネードIDS/ADV、MiG-23/-27、Su-24など）。
- 元々「STOL性能向上のため離着陸時には高い揚力を出せ、かつ高速飛行時の空気抵抗を低く抑える」という相反する要求を満たすために採用された形態であるため、主翼後縁部全面に高性能なフラップを設置できる本方式は都合が良かったこと。
- 構造上主翼のアスペクト比が高い（＝主翼が細長い）傾向があり、その分通常型のエルロンではエルロン・リバーサルを起こす危険性が高かったこと。

ただし、後退角が大きいとスポイエロンの利きが悪くなるので、大後退角時にはテイルロンにローリング制御を一任するように設計されていることが多い。
また、三菱重工業製のMU-2やMU-300、T-2、F-1はいずれも通常のエルロンやテイルロンは併用すらせず、スポイレロンのみでローリング制御を行うように設計されている。